# Minden (Schiff, 1882)

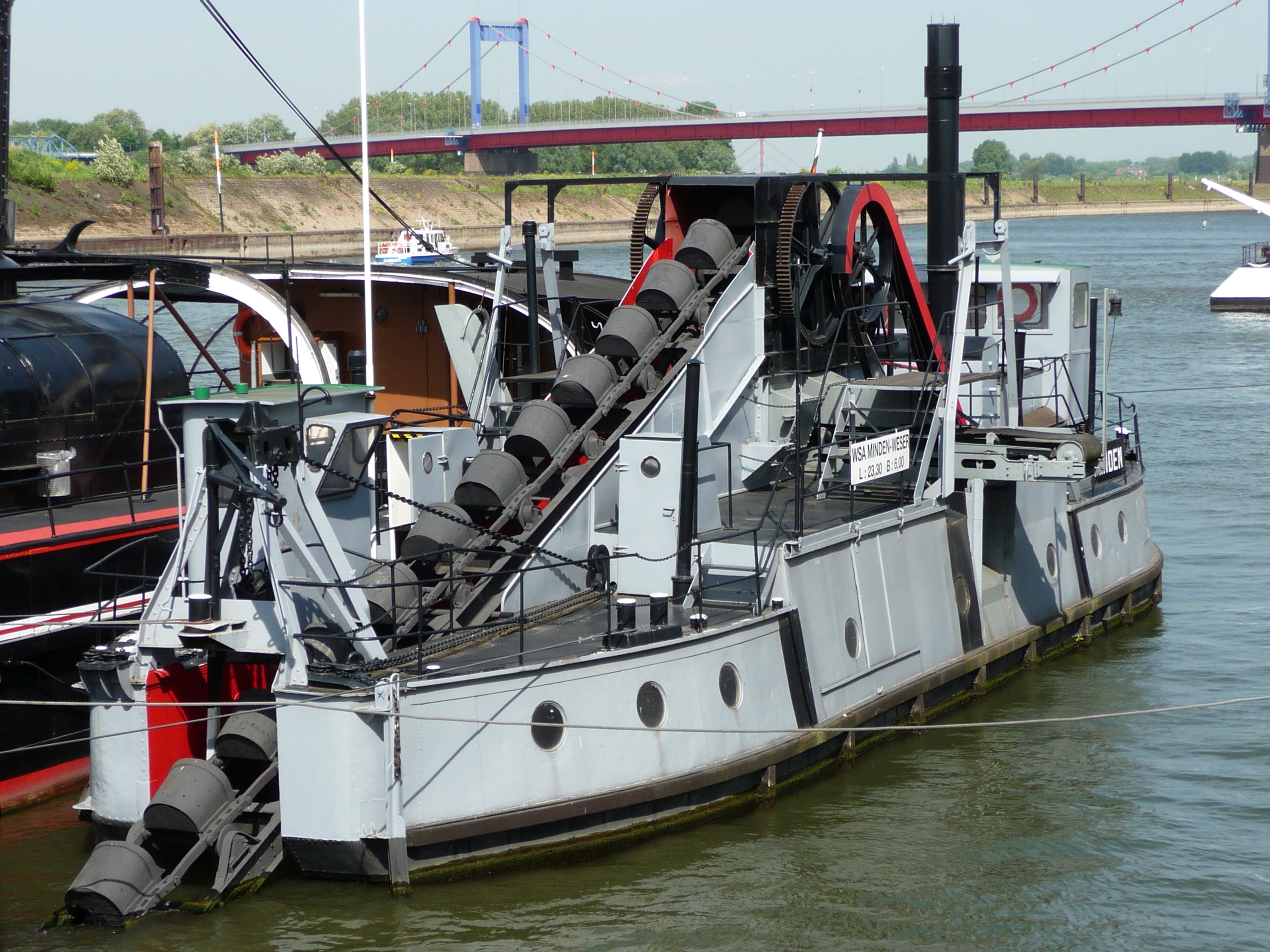
Eimerkettenbagger Minden

Die Minden ist ein Eimerketten-Dampfbagger, der seit 1982 zusammen mit dem Seitenrad-Dampfschlepper Oscar Huber als Museumsschiff am Museum der Deutschen Binnenschifffahrt in Duisburg-Ruhrort liegt.

## Geschichte
Die Minden wurde 1882 in Mainz gebaut. Das Baggerschiff, das bis 1979 für Baggerarbeiten auf der Weser zwischen Stolzenau und Hameln eingesetzt wurde, gehörte zum Wasser- und Schifffahrtsamt Minden der Wasser- und Schifffahrtsdirektion Mitte in Hannover.
Die Minden war einer von mehreren Dampfbaggern auf der Weser, bekannt sind außerdem die 1878 gebaute Hameln und die im gleichen Jahr gebaute Hoya, die jeweils auf einem bestimmten Weserabschnitt die Fahrrinne ausbaggerten. Der Dampfantrieb erwies sich besonders günstig für den harten Schieferton des Wesergrundes. Wenn die Eimer nämlich festhakten, blieb die Maschine stehen, denn ein Rücklauf schadete ihr nicht. Mit einem erneuten Kraftstoß „ging dann der Bagger in die Knie“ und der Brocken brach los. Das gebaggerte Material fiel aus den Eimern in Schüttrinnen oder auf ein ebenfalls von der Dampfmaschine angetriebenes Förderband und von dort aus weiter in einen längsseits liegenden Kahn.
Da der Bagger Minden über keine eigene Antriebsmaschine verfügte, gehört er nicht zur Kategorie „Schiff“, sondern ist ein „schwimmendes Gerät“.
Die Einrichtung unter Deck war für eine Mannschaft von vier Personen vorgesehen, die während des Einsatzes auch an Bord wohnen. Die Mannschaft war in drei Räumen untergebracht: Der Bagger- oder Geräteführer sowie der Maschinist in je einem Raum im Bug, zwei Decksmänner in einem Raum im Heck. Dazu gab es eine Küche sowie ein Bad und WC an Bord.
Teile der Einrichtung stammen noch aus der Bauzeit des Baggers (Schlafzimmermöbel, Küchenherd). Jedoch wurde die Möblierung in den 1950er Jahren durch einige Einrichtungsgegenstände und Einbauten ergänzt, die der Besatzung das Leben an Bord erleichtern sollten (Dusche, Ölöfen, Kühlschrank und die Verkleidung der Wände). Da die meisten kleineren Reparaturen zum Beispiel an den Ketten sofort erledigt werden mussten, war eine der Voraussetzungen, um Bagger- bzw. Geräteführer werden zu können, eine Schiffer- oder Handwerkerausbildung, am besten aus dem Metallfach. Insgesamt sieben Baggerführer leiteten die Arbeiten an Bord des Baggers während der 97 Jahre seines Einsatzes.

## Technik

### Kessel und Maschine
Die Dampfmaschine der Minden musste nie ausgewechselt werden, der Kessel dagegen dreimal. Der erste Kessel von 1882 brachte nur 6 Atü, musste jedoch bereits 1911 ausgetauscht werden, weil er wegen eines Risses nicht mehr betrieben werden konnte. Der nun eingebaute Kessel leistete bereits wie der jetzige 8 Atü, war wegen der Veränderung der Lage der Feuerbuchse trotz gleichbleibender Heizfläche deutlich leistungsfähiger. Die jetzige Kesselanlage ist die vierte.

### Ketten
Bewegt wurde der Bagger mit der Voraus- oder Vorwärts-Kette, die – ca. 600 m lang – mit Hilfe eines Bootes ausgelegt wurde, und der Seitenkette auf der linken Seite (Backbord). Zur Einschätzung der zurückgelegten Strecke beim Verholen dienten die Tonsignale, die durch einen hinter dem Fahrstand eingebauten Heben erzeugt wurden, jedes Mal wenn dieser auf ein senkrechtes Kettenglied traf (8 Signale = ½ m). Der Bagger arbeitete gegen die Strömung, dabei wurde er durch Anker an den beiden Ketten gehalten. Zur Signalgebung an vorbeifahrende Schiffe dienten Tafeln, die seitlich gesetzt wurden (weiß/rot = Durchfahrmöglichkeit, rot = gesperrt, beide Seiten rot = keinerlei Vorbeifahren möglich).

### Fahrstand
Der große Haspel zum Bedienen des Ruderblattes befand sich bis zum Jahre 1948, als der heutige Fahrstand gebaut wurde, unter freiem Himmel. Benutzt wurde er zum Manövrieren des Baggers, wenn dieser über längere Strecken geschleppt wurde. Die Kraftübertragung vom Haspel auf das Ruder funktionierte über Kettenzüge.

### Baggerführerhaus
Kleine seitliche Handräder dienen zur Steuerung von Seiten- und Vorwärtswinde, das große Rad mit dem Knopf bedient die Hochnehmewinde. Die Absenkung der Eimerleiter erfolgte durch das Betätigen eines Hebels. Ein ovaler Griff dient als Telegraph in den Maschinenraum, um dem Maschinisten die Anordnungen des Baggerführers zu übermitteln (1 Zug = voraus, 2 = zurück, 3 = schneller).
In den letzten Jahren war der Einsatz des Baggers, der ursprünglich 48.000 M gekostet hatte, nicht nur aus ökonomischen (Baggerleistung im Vergleich zu moderneren Geräten, Reparaturhäufigkeit), sondern auch aus ökologischen Gründen umstritten. Aus dem Schornstein und dem Abdampfrohr rauchend bzw. dampfend wurde er in der örtlichen Presse als „knatterndes Ungetüm“ bezeichnet. Der Energieverbrauch und die Lärmbelästigung, vor allem durch das Klirren und Scharren der Eimerkette, sind dem heutigen technischen Standard nicht mehr angemessen. Als technisches Denkmal dokumentiert der Bagger Minden ein interessantes Kapitel der Technikgeschichte sowie der Lebens- und Arbeitsverhältnisse an Bord eines Baggerschiffes.

## Daten
- Baujahr: 1882
- Außer Dienst: 1979
- Bauwerft: Gebr. Schultz Maschinen-Fabrik, Kesselschmiede und Schiffs-Werft, Mainz
- Auftraggeber: Königliche Weserstrombauverwaltung für die Provinz Hannover
- Länge ü.A.: 23,30 m
- Breite ü.A.: 6,18 m
- Tiefgang: 0,94 m
- Höhe: 5,10 m
- Seitenhöhe: 1,30 m
- Arbeitstiefgang: bis 6,50 m
- Eigengewicht: ca. 110 Tonnen
- Antrieb: stehende Hochdruck-Zylinderdampfmaschine, doppeltwirkend (bis zur Stilllegung mit Kohlefeuerung)
- Leistung: 12 kW (16 PS) bei 90/min
- Verbrauch: 50 kg/h Kohle
- Kessel: stehende Kesselanlage mit Quersiederohren; jetzige Anlage (max. Betriebsdruck 8 Atü) Bj. 1940
- Bunker: 45–48 Ztr. Kohle = Wochenverbrauch
- Eimer: bis ca. 1932 Grau-Guss, dann Stahl-Guss, bis ca. 1923 gab es 24 Eimer (die Eimerkette lag damals flacher – Stauniveau 4 m –, d. h. auch relativ niedrige Brücken – Mindesthöhe 4 m – konnten durchfahren werden, daher konnte das Einsatzgebiet – über andere Wasserstraßen – bis Hannover reichen). Um 1923 wurde die Kette um drei Eimer erweitert. Kapazität pro Eimer: 71 Liter
- Baggerleistung: vor ca. 1923 etwa 25 – 30 t/Std., danach ca. 35 t/Std., nach Siebeinbau 75 t/Std. Jahresleistung: zwischen 1959 und 1979 bei ca. 130 – 150 Einsatztagen 20.000 bis 45.000 m³ Feinbaggerung.
- Fortbewegung: Der Bagger wurde über größere Strecken geschleppt. Am Einsatzort wurden Vorwärts- und Seitenketten ausgelegt. Daran konnte sich der Bagger mit Hilfe von Winden selbständig über kürzere Entfernungen ziehen.
- Einsatzgebiet: von Hameln bis Stolzenau (ca. 100 Weserkilometer)